# Kiến trúc Hungary
Kiến trúc Hungary là được hiểu là nền kiến trúc trong lãnh thổ của đất nước Hungary và theo nghĩa rộng hơn là của Vương quốc Hungary, từ thời chinh phạt cho đến ngày nay.

## Thời buổi lập nước

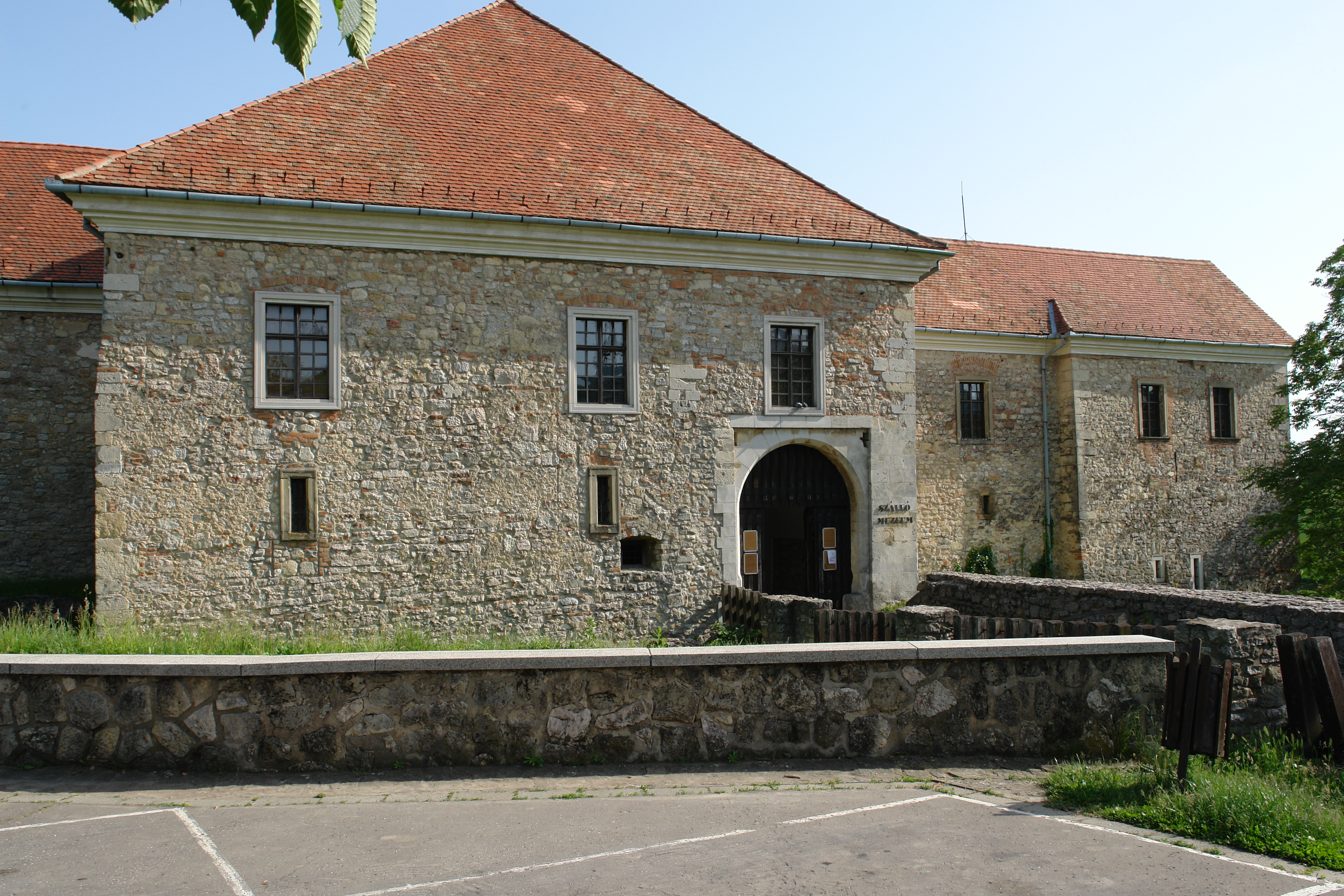
Tu viện Pécsvárad, được thành lập vào năm 1015 bởi Vua St. Stephen.

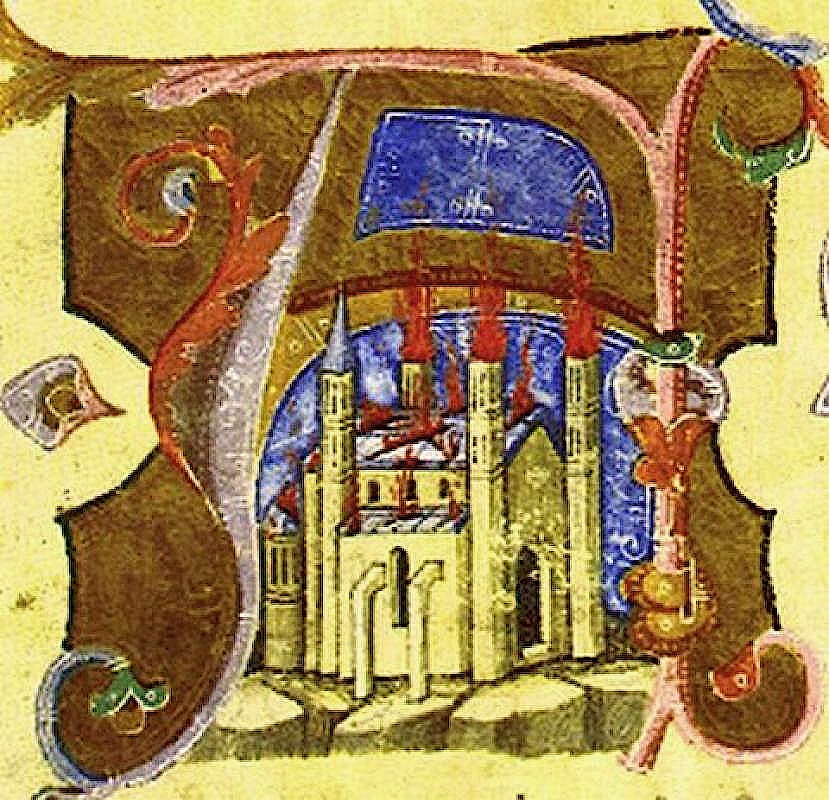
Cảnh đốt cháy vương cung thánh đường Székesfehérvár được miêu tả trong cuốn Biên niên sử ở thế kỉ 14.

Cuộc chinh phục lưu vực Carpathia của người Hungary đã tạo dựng nên lịch sử nền kiến trúc ở đất nước này. Các con đường và thành phố trong tỉnh của La Mã không bị phá hủy hoàn toàn trong giai đoạn Di cư, thay vào đó còn lập nên các khu định cư mới ở nơi đây. Các tòa nhà của La Mã được dùng làm hầm mỏ và lâu đài (chẳng hạn như Lâu đài Kurszán ở Óbuda). Những nhà thờ ấy của người Slav đã chuyển sang tín ngưỡng Cơ đốc giáo vẫn còn tồn tại, giống như ở Zalavár.
Vua Stephen I của Hungary đã thành lập một nhà nước phong kiến và yêu cầu xây dựng các công trình kiến trúc bằng đá hoành tráng. Yêu cầu này lúc đầu được phụ trách bởi những người hầu, các thợ thủ công bị bắt từ phương Tây, và kế đó là các thợ thủ công, thợ xây và thợ khắc đá người Ý. Nhà thờ Kalocsa đầu tiên có 3 gian giữa và có nơi tụng niệm thiết kế theo kiểu của Ý, ảnh hưởng từ Ravenna Cơ đốc giáo thời sơ khai. Công trình còn có vương cung thánh đường Thăng thiên của Székesfehérvár, một trong những nhà thờ lớn nhất ở châu Âu lúc bấy giờ, được lập nên bởi Vua Stephen I của Hungary, về sau trở thành trung tâm hành chính, nhà thơ tổ chức lễ đăng quang và khu chôn cất hoàng gia truyền thống của Vương quốc Hungary.
Các nhà thờ nhỏ hơn như Tu viện Pécsvárad và các di tích khai quật của Tu viện Tihany cũng có ảnh hưởng từ Ý. Các bức tường trong hầm mộ của Nhà thờ Feldebrő thuộc về người phương Đông, có lẽ là do bàn tay của người Byzantine làm ra. Sự thịnh vượng của chế độ phong kiến đã tạo nên những cơ hội mới. Trong lúc tái xây dựng Nhà thờ Lớn Pécs, vương cung thánh đường đã được dựng lên theo lối kiến trúc Romanesque của Hungary với ba gian giữa, không có cánh ngang và nơi tụng niệm hình bán nguyệt. Đá chạm khắc xuất phát từ hiệu ứng Lombard thông qua Dalmatia. Hệ thống mặt bằng tầng hầu như không thay đổi cho đến các thế kỉ 11 và 12, nhưng cách sắp xếp các cặp tháp không giống như ở Pécs. Các tháp đầu tiên dùng để trang trí mặt tiền phía Tây, một vài thập kỷ sau chúng được dùng để trang trí mặt tiền phía Đông.

### Kiến trúc hữu cơ
Kiến trúc hữu cơ của Imre Makovecz và György Csete được tách ra khỏi các hình thức chính.

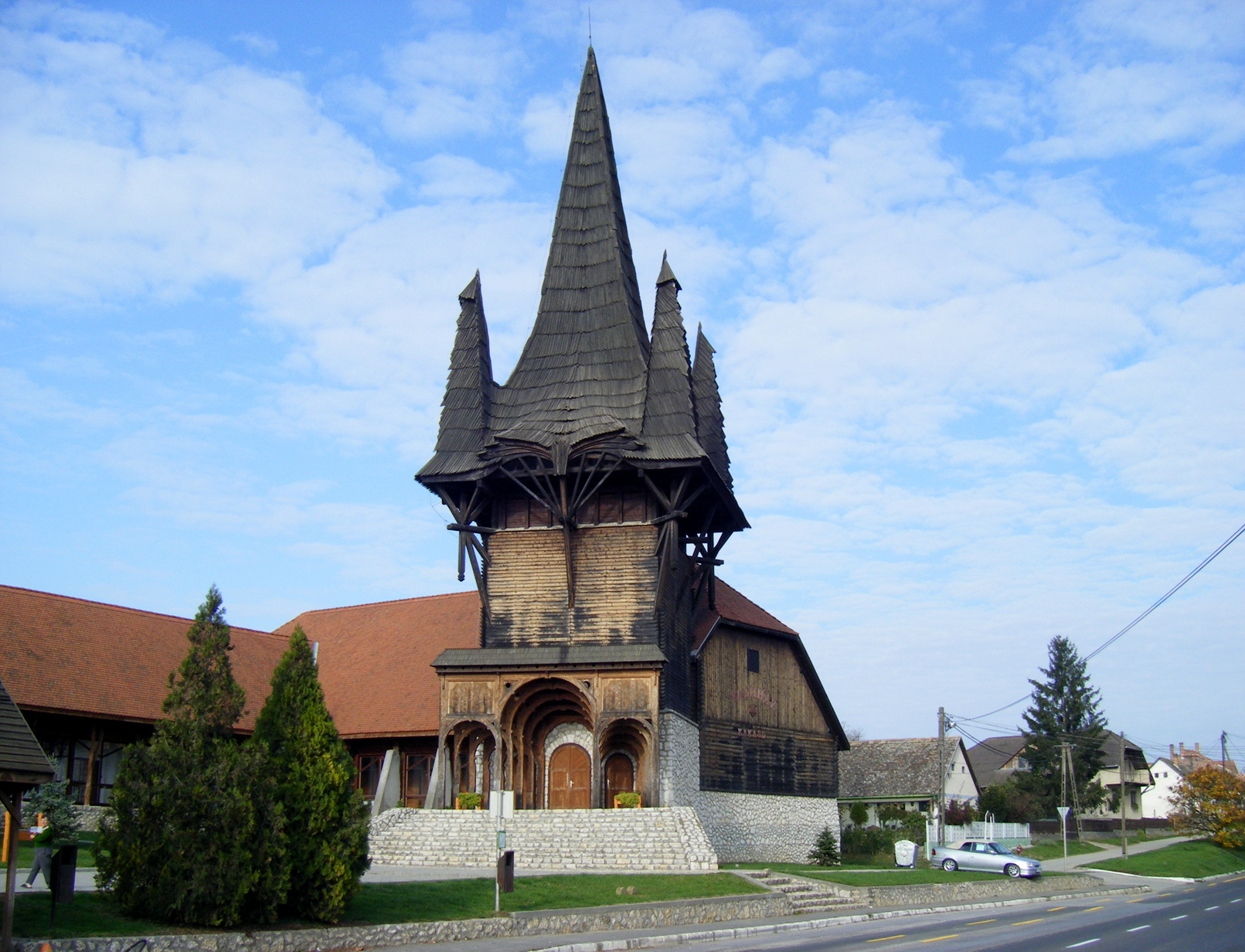
Trung tâm cộng đồng Kakasd của Imre Makovecz
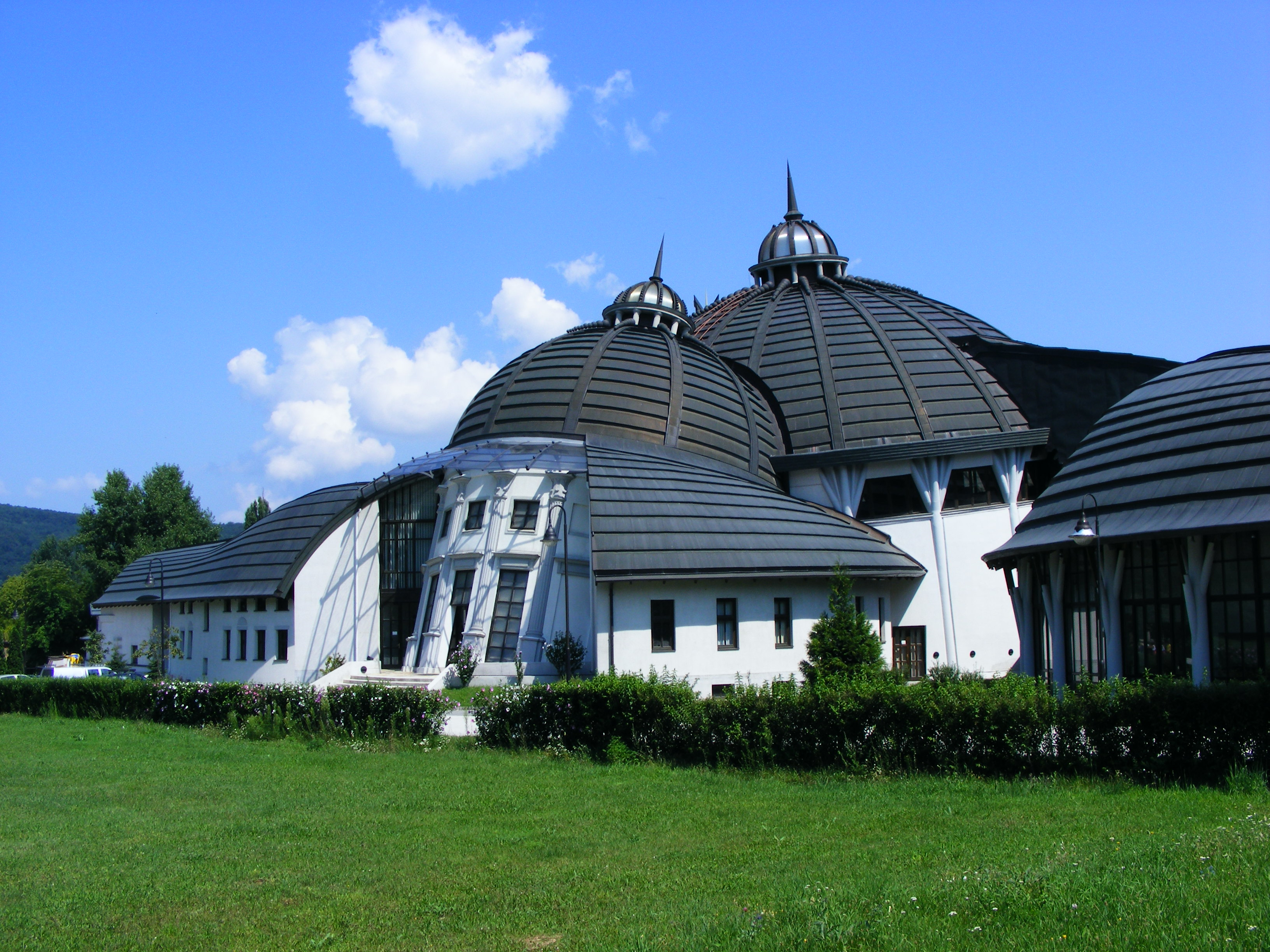
Stephaneum ở Piliscsaba của Imre Makovecz
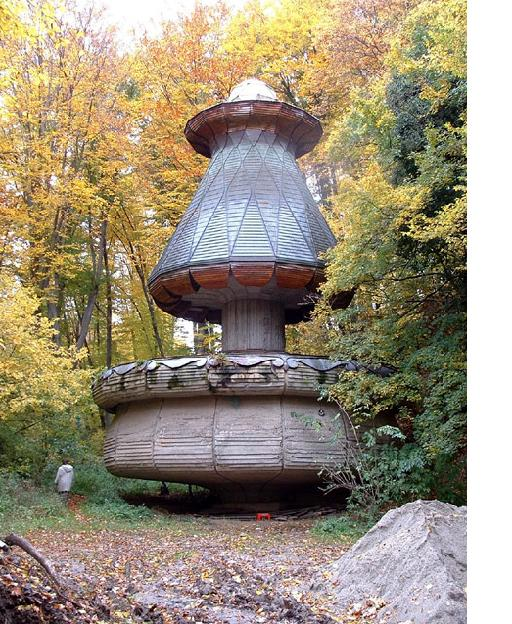
Fountain House của György Csete
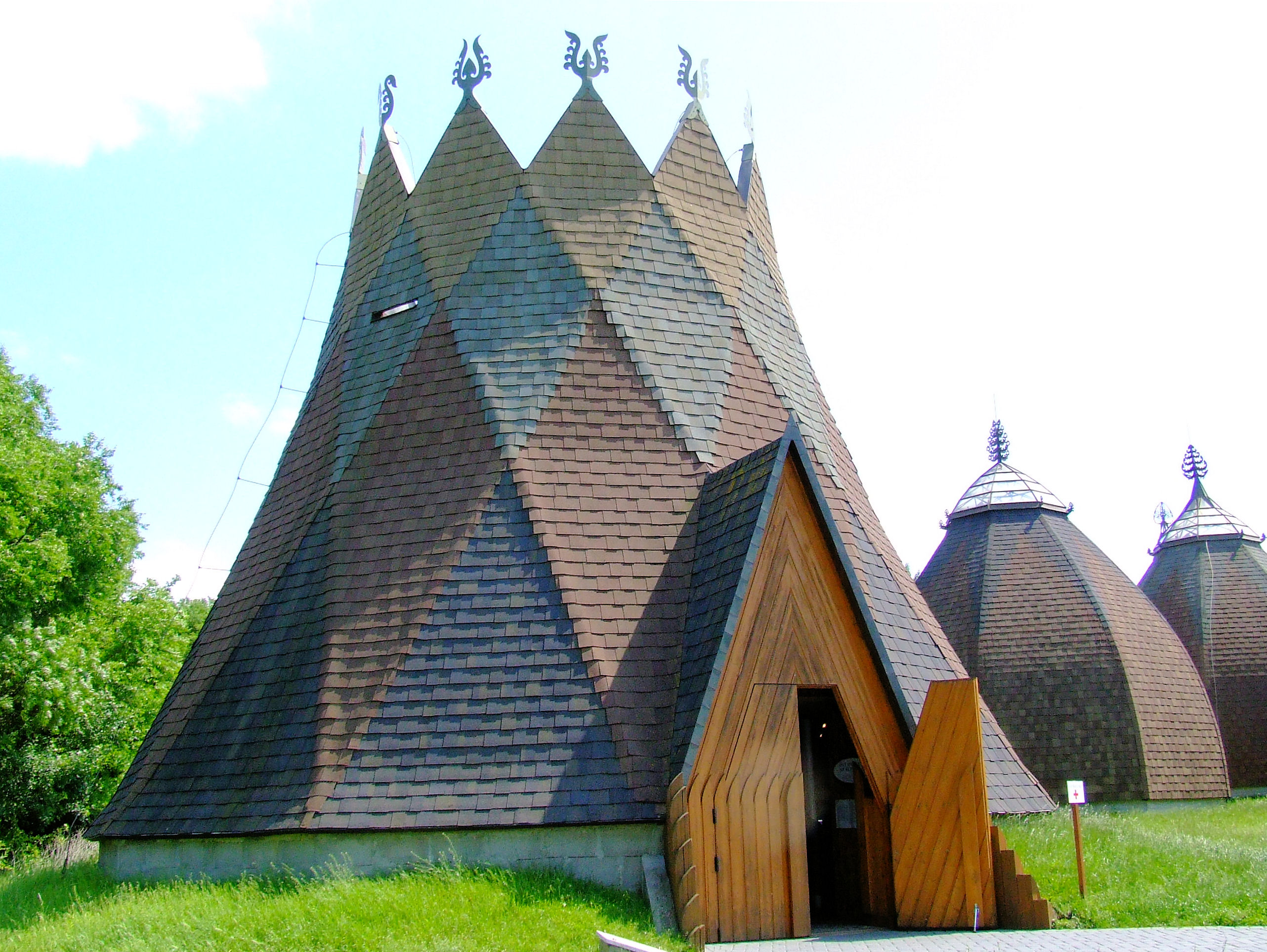
Nhà thờ trong rừng ở Công viên Di sản Quốc gia Ópusztaszer của Csete György